# Reprezentacja Bośni i Hercegowiny w piłce wodnej kobiet
Reprezentacja Bośni i Hercegowiny w piłce wodnej kobiet – zespół, biorący udział w imieniu Bośni i Hercegowiny w meczach i sportowych imprezach międzynarodowych w piłce wodnej, powoływany przez selekcjonera, w którym mogą występować wyłącznie zawodnicy posiadający obywatelstwo bośniackie. Za jej funkcjonowanie odpowiedzialny jest Związek Piłki Wodnej Bośni i Hercegowiny (VSBiH), który jest członkiem Międzynarodowej Federacji Pływackiej.